# Roosevelt Island
Roosevelt Island znana dawniej jako Welfare Island (między 1921 a 1973), a jeszcze wcześniej Blackwell’s Island – wąska wyspa (3,2 km długości na 240 m szerokości) w Nowym Jorku, położona na rzece East River, pomiędzy Manhattanem od zachodu, a dzielnicą Queens od wschodu.

## Kalendarium
- 1637 – holenderski gubernator Wouter Van Twiller nabył wyspę od Indian, znaną wówczas jako Hog
- 1666 – Anglicy pokonali Holandię, kapitan John Manning zajął wyspę
- 1686 – Robert Blackwell stał się właścicielem wyspy i zmienił jej nazwę na Blackwell's Island czyli wyspa Blackwella
- 1796 – prawnuk Blackwella wybudował Blackwell House – najstarszy rynek w mieście w osiemnastowiecznym stylu
- 1826 – miasto Nowy Jork kupiło wyspę za 32 tys. dolarów

## Edukacja
- Wydział Oświaty miasta Nowy Jork
  - P.S. 217/I.S. 217 Roosevelt Island School.